# Val Lapisina
La Val Lapisina o Valle di Fadalto è la breve vallata (circa 10 km) che parte da Vittorio Veneto e si incunea tra le prealpi Bellunesi, mettendo in comunicazione l'alta Marca Trevigiana con l'Alpago (Lago di Santa Croce) attraverso il valico detto Sella di Fadalto.
Il toponimo "Lapisina" è forse legato a un personaggio romano, probabilmente un possidente, chiamato Lappius o Lavius, il cui prediale derivato (Lappiacum) sarebbe all'origine anche del toponimo "Alpago".

## Territorio
La Val Lapisina è una tipica valle glaciale, scavata dal ramo di un antico ghiacciaio che seguiva l'attuale corso del Piave. Il ramo, a sua volta, si divideva formando da una parte quella che oggi è la Vallata e dall'altra l'anfiteatro morenico collocato tra Vittorio Veneto e Conegliano. Al termine dell'era glaciale, si è assistito al franamento dei monti del circondario, sicché tutt'oggi i corsi d'acqua sono perlopiù sotterranei; alcuni di questi, affiorando, alimentano il lago Morto (gli altri bacini sono di origine artificiale).
La valle ad ovest è delimitata dalla dorsale del Col Visentin e ad est dal gruppo del Pizzoc-Millifret. Il paesaggio si caratterizza principalmente per la presenza di tre laghi (da sud, il lago di Negrisiola, il lago del Restello e il Lago Morto), motivo per cui è soprannominata Valle dei Laghi Verdi. Notevole è anche la presenza dell'Autostrada A27 con i viadotti del Restello (dall'omonimo lago) e di Fadalto (dall'omonima località) che attraversa la Val Lapisina poggiando spettacolarmente su altissimi piloni, in forte impatto con il paesaggio circostante.

## Centri abitati
Nella valle si trovano anche numerosi borghi abitati (Savassa, Negrisiola, San Floriano, Nove e Fadalto) per un totale di poco meno di 1.000 residenti.

## La Val Lapisina nell'arte
Sembra che la Val Lapisina abbia ispirato il paesaggio che incornicia le figure dell'opera di Tiziano Vecellio Amor Sacro e Amor Profano, nella quale si possono riconoscere sulla destra il lago Morto e sulla sinistra la torre di San Floriano.

## Galleria d'immagini

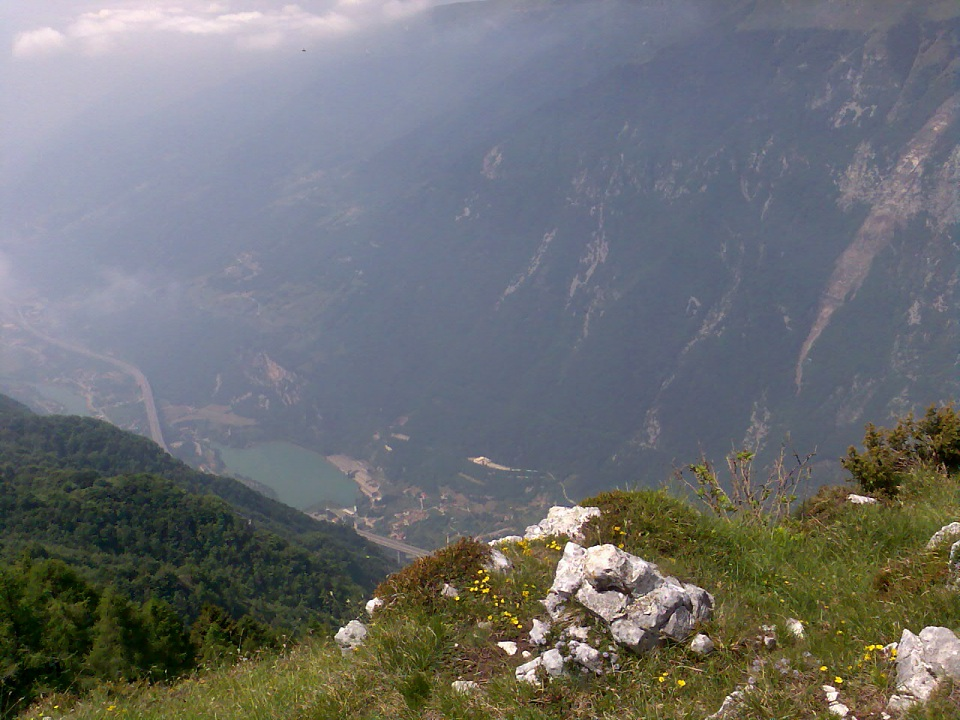
Lago del Restello dal Monte Millifret nella parte meridionale della Val Lapisina
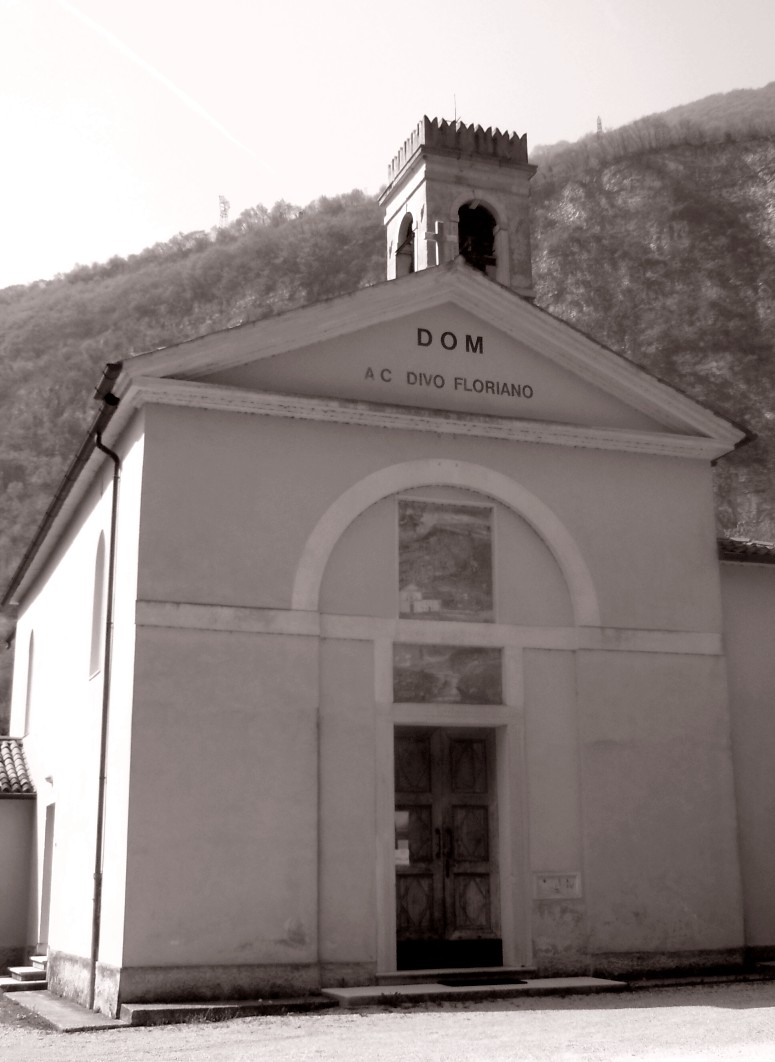
Chiesa di san Floriano
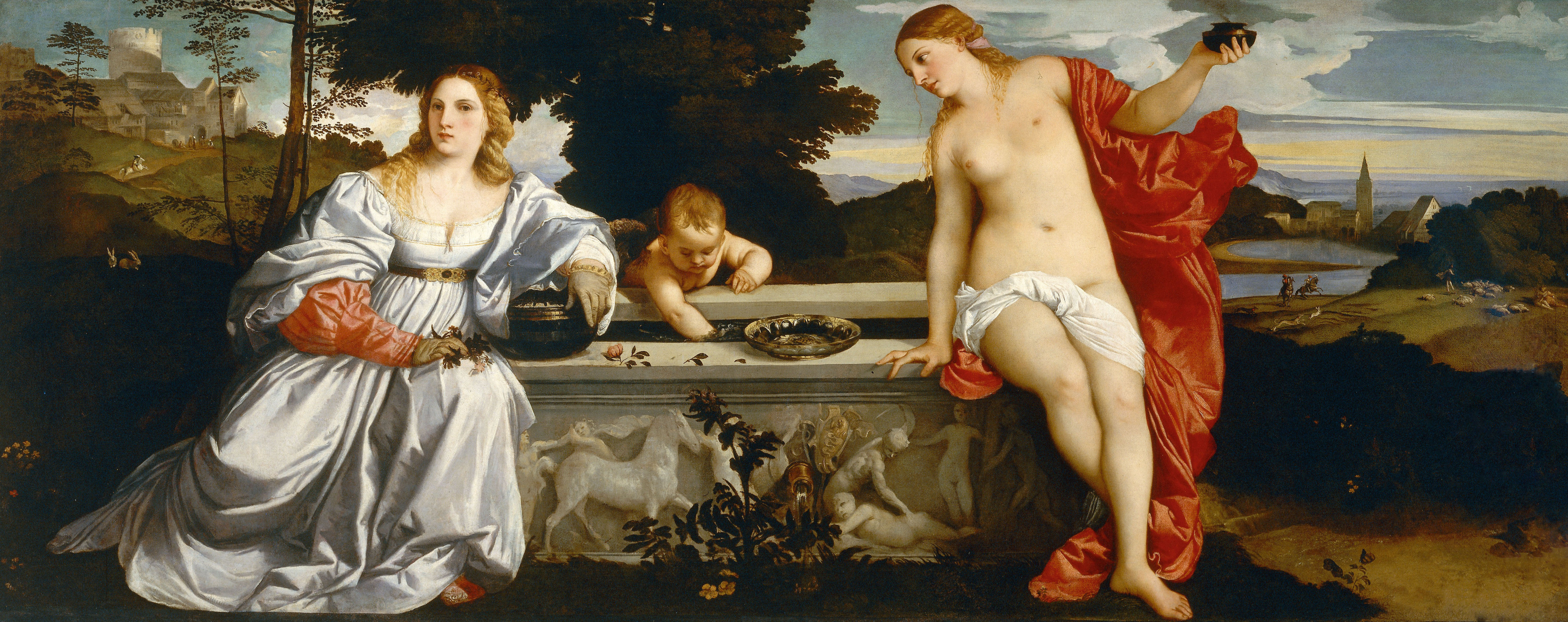
Paesaggio della Val Lapisina in Amor Sacro e Amor Profano di Tiziano